# Maials
Maials – gmina w Hiszpanii, w prowincji Lleida, w Katalonii, o powierzchni 57,72 km². W 2011 roku gmina liczyła 980 mieszkańców.